# RFL Championship 1981-82
El Championship de 1981-82 fue la 87.º edición del torneo de rugby league más importante de Inglaterra.

## Formato
Los equipos se enfrentaron en formato de todos contra todos en condición de local y de visitante, el equipo que terminó en la primera posición al finalizar el torneo se coronó campeón, mientras que los últimos cuatro equipos descendieron.
Se otorgaron 2 puntos por cada victoria, 1 por el empate y 0 por la derrota.

## Desarrollo

### Tabla de posiciones
| Pos. | Equipo               | Encuentros | Encuentros | Encuentros | Encuentros | Tantos | Tantos | Tantos | Puntos |
| Pos. | Equipo               | PJ         | PG         | PE         | PP         | F      | C      | Dif    | Puntos |
| ---- | -------------------- | ---------- | ---------- | ---------- | ---------- | ------ | ------ | ------ | ------ |
| 1    | Leigh Centurions     | 30         | 24         | 1          | 5          | 572    | 343    | +229   | 49     |
| 2    | Hull FC              | 30         | 23         | 1          | 6          | 611    | 273    | +338   | 47     |
| 3    | Widnes Vikings       | 30         | 23         | 1          | 6          | 551    | 317    | +234   | 47     |
| 4    | Hull Kingston Rovers | 30         | 22         | 1          | 7          | 554    | 319    | +235   | 45     |
| 5    | Bradford Northern    | 30         | 20         | 1          | 9          | 425    | 332    | +93    | 41     |
| 6    | Leeds Rhinos         | 30         | 17         | 1          | 12         | 514    | 418    | +96    | 35     |
| 7    | St Helens RFC        | 30         | 17         | 1          | 12         | 465    | 415    | +50    | 35     |
| 8    | Warrington Wolves    | 30         | 14         | 2          | 14         | 403    | 468    | +65    | 30     |
| 9    | Barrow Raiders       | 30         | 13         | 0          | 17         | 408    | 445    | -37    | 26     |
| 10   | Featherstone Rovers  | 30         | 12         | 1          | 17         | 482    | 493    | -11    | 25     |
| 11   | Wigan Warriors       | 30         | 12         | 0          | 18         | 424    | 435    | -11    | 24     |
| 12   | Castleford Tigers    | 30         | 10         | 1          | 19         | 486    | 505    | -19    | 21     |
| 13   | London Broncos       | 30         | 9          | 1          | 20         | 365    | 539    | -174   | 19     |
| 14   | Wakefield Trinity    | 30         | 9          | 1          | 20         | 341    | 526    | -185   | 19     |
| 15   | York FC              | 30         | 4          | 2          | 24         | 330    | 773    | -443   | 10     |
| 16   | Whitehaven RLFC      | 30         | 2          | 3          | 25         | 224    | 565    | -341   | 7      |

|  | Campeón.                      |
|  | Desciende a segunda división. |

| Bandera de Inglaterra    |
| Campeón Leigh Centurions |
| Segundo título           |